# Despenserova křížová výprava
Despenserova křížová výprava (anglicky Despenser's Crusade) nebo také jako Norwichská křížová výprava (anglicky Norwich Crusade) či křížová výprava biskupa z Norwiche (Bishop of Norwich's Crusade), bylo v letech 1382–1383 vojenské tažení Anglie za účelem podpory povstání v belgickém městě Gentu namířené proti Francii, označované jako křížová výprava (pokud se to tak dá nazvat), v období stoleté války mezi Anglií a Francií a papežského schizmatu. 

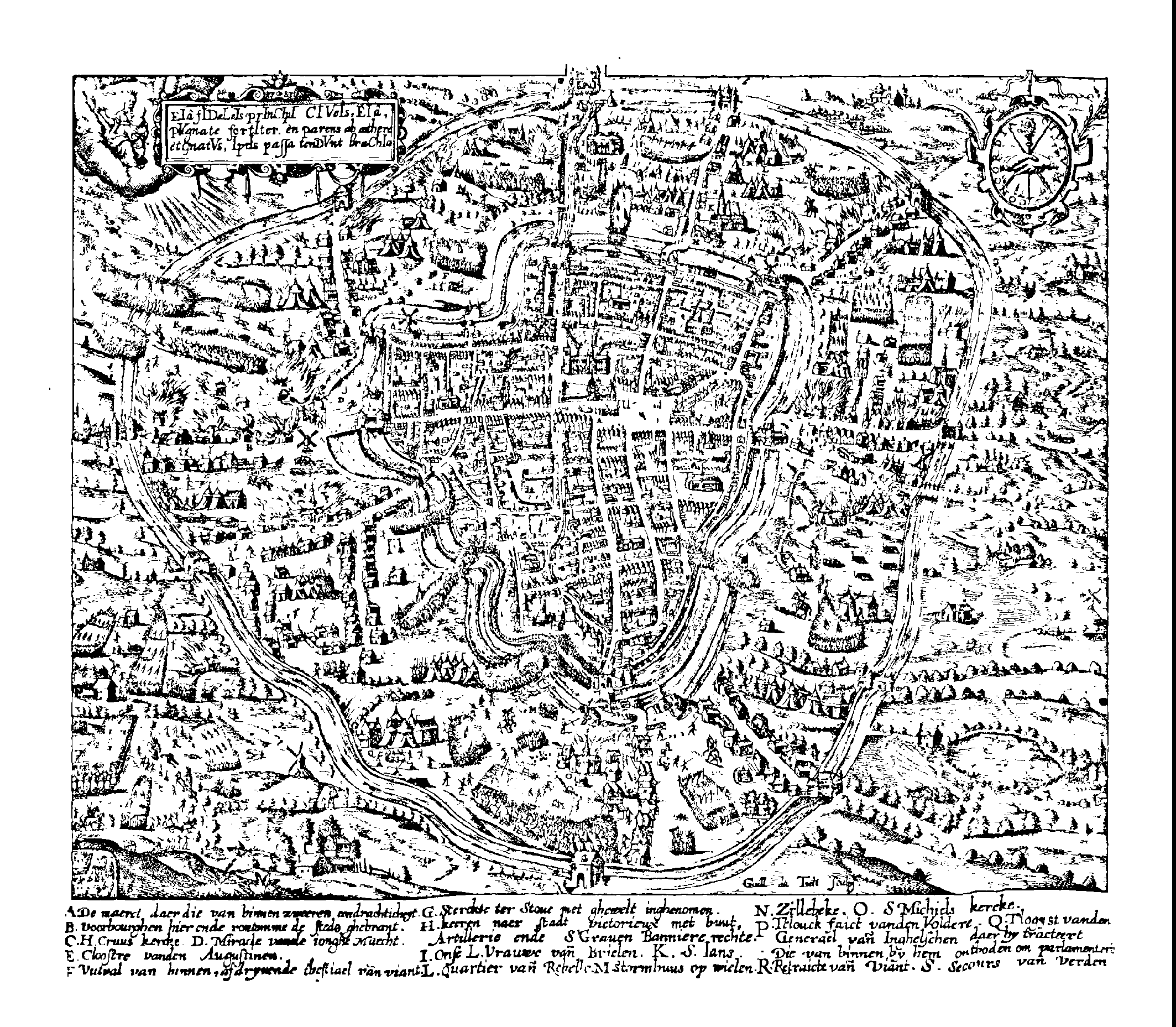
Belgické město Ypry v době obléhání v roce 1383, ilustrace z r. 1610

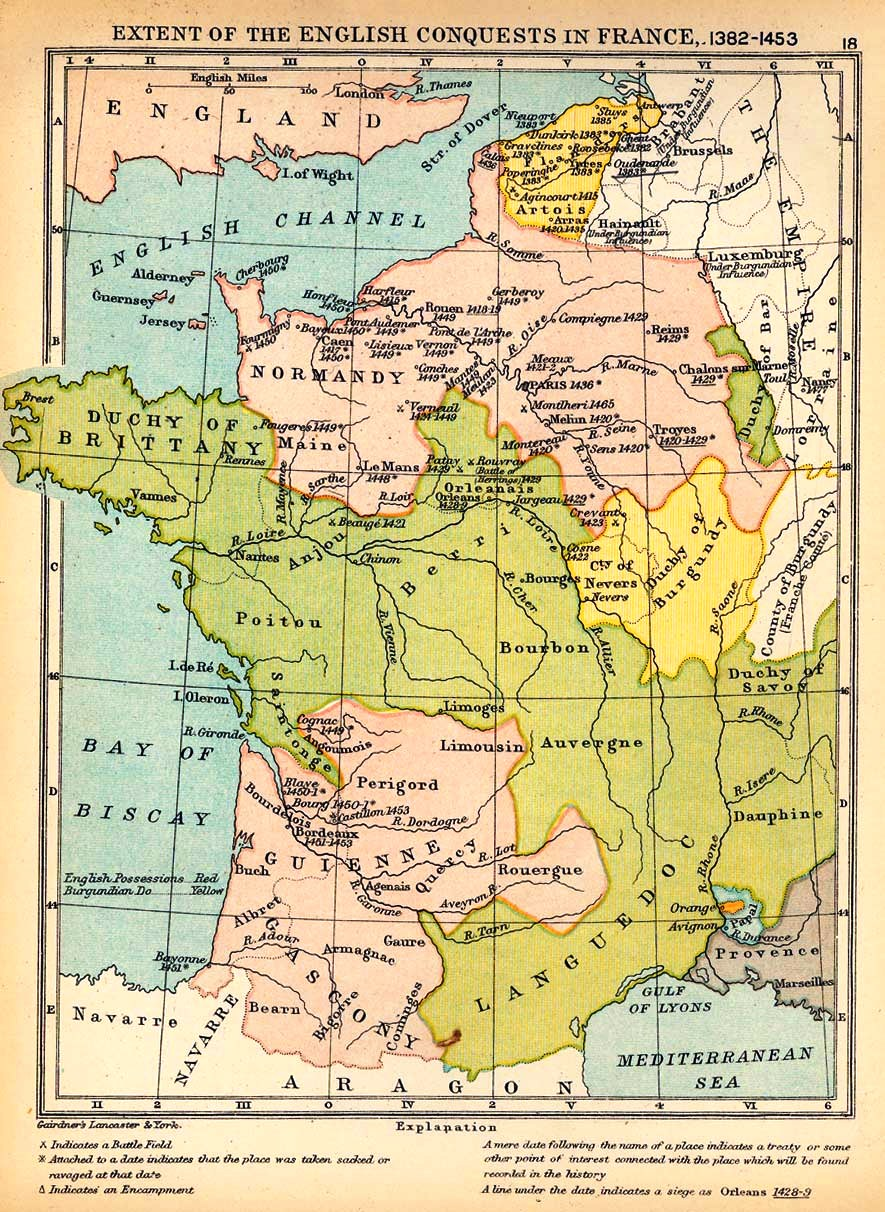
Stoletou válkou rozdělená Francie v roce 1382, nahoře Flandry (žlutá)

Podnětem nebo spíš záminkou k uspořádání křižáckého tažení, které jinak bývá běžně namířené proti jinověrcům, byla francouzská podpora vzdoropapeže Klementa VII. sídlícího v Avignonu, zatímco Angličané stranili papeži v Římě. Svůj název získala výprava od svého vůdce norwichského biskupa Jindřicha le Despensera. Výprava neměla dlouhého trvání a v podstatě selhala již na samém počátku, kdy se rozpadla po neúspěšném osmitýdenním obléhání belgického města Ypry v září 1383. Prořídlé řady demoralizovaných křižáků lačnících po kořisti se poté obrátily proti městečku Gravelines, které vydrancovali a vypálili. Díky dohodě s Francouzi se mohli ustupující Angličané včetně samotného Despensera vrátit zpět do Anglie. Výprava tedy ničeho nedosáhla a stala se terčem tvrdé kritiky, do níž mezi jinými přispěl také Jan Viklef.